# Шокай (село, Осакаровський район)
Шока́й (каз. Шоқай) — село у складі Осакаровського району Карагандинської області Казахстану. Входить до складу Сариозецького сільського округу.
Населення — 34 особи (2021; 134 у 2009, 272 у 1999, 365 у 1989).
Національний склад станом на 1989 рік:
- росіяни — 56 %.